# Изворово (област Добрич)
Вижте пояснителната страница за други значения на Изворово.
Изворово е село в Североизточна България. То се намира в община Генерал-Тошево, област Добрич, на разстояние 15 km от гр. Генерал Тошево и на около 40 km от гр. Добрич. В състава на днешно Изворово влизат три предишни села – Горен извор, Долен извор и Добромирци.

## География
Изворово е едно от най-новите селища в Добричко, но не по изграждане и историческо развитие. То е създадено след сливането на три бивши села: Горен извор, Долен извор и Добромирци, които с указ № 582/огл.д.в. 29.12.1959 г. Предложение за обединяването на трите села прави съветникът на общината Димитър Йовчев от с. Г. извор. И трите села остават на местата си със създадената вече инфраструктура.
Новото име Изворово е дадено, защото трите му части са разположени в долина, през която минава малка река. Тя се подхранва от няколко извора по направление Г. извор – Красен и отвежда водите си в язовира на с. Дрян (което вече не съществува), а от там – в Румъния. След като напусне нашата територия, вече в Румъния, водите на реката пропадат в земните недра. Именно тези извори дават основание за решението селото да носи името Изворово.

## История

### Горен извор (Горно Мусубей, Мусубей, Казашкото Мусубей)
В най-ранен писмен източник селището се споменава от 1526/27 г. В един списък на тимарите, на заими и спахии под № 267 е записано: „джамаатът Муси, от който се очаква приход от 400 акчета“.
Времето, когато селото се среща под това име, съвпада с началния период на турската колонизация на Североизточна България. През 16 век (1573) в турския данъчен регистър на овцевъдите (джелебкъшъните) са записани 6 овчари от Мусубей. През 18 век в официални турски документи на 21 места селото е посочено с името Мусубей (горна махала). През 1873 г.(малко преди освобождението) селото спада към Хаджиоглу Пазарджишка кааза. Има 96 къщи мюсюлмански и е записано с името Мусубей. Старото име просъществува близо 4 века с малки видоизменения. В основата му стои винаги името на Муса, с добавки бей, беъ, Муса. Въз основа на тези варианти се предполага, че първият заселил се тук и дал името на селото е някой си Мусабей. Тъй като в съседство е селото Чифлик Мусубей, се предполага, че на това място са били къщите или сараите на бея, а в Чифлик Мусубей са се намирали стопанските сгради.
Селото запазва това име и по време на румънското господство над Южна Добруджа. През 1929 г. в селото е регистрирано оплакване от страна на местни жители поради провокации и опити за самоуправство от страна на румънски колонисти. 
Селото получава името Горен извор със заповед №2197 от 27 юни 1942 г. Новото име няма връзка със старото. То се определя главно от наличието на извор на това място, намиращ се в най-горната част на долината с посока юг-север и поради течението, като най-висока точка дава името Г. извор. Първи заселници. Данни за изминалите години. 1928 г. построено училището. Наличието на джамия, църква, свещеници. Идването на липованските казаци-фамилия.

### Долен извор (Долно Мусубей, Чифлик махле, Чифлик Мусубей)
Предполага се че селото е възникнало едновременно със с. Мусубей (Г. извор), защото там са изградени къщите, сараите, дворците на този Муса бей, а стопанството му се намирало в Чершиите на с. Д. извор (чифлик Мусубей). През 15 век чифликът е бил ленно владение на бея, на местния феодал (феодално поземленно владение). През 1840 г. тук са заселени турци, известни като Къзълбаши (кюрди), а след 1864 г. се заселват и черкези, с което съвместно с чифлика се оформя и селото. По време на Руско-турската освободителна война (1877/1878) черкезите се изселват, а през 1892 г. казълбашите също се изселват, като отиват в Силистренско и Лудогорието. Там и сега личи концентрацията на турското население. През 1873 г. селото има 54 мюсюлмански къщи под името Чифлик. Това име в различни варианти просъществува около четири века, тясно свързано с името Мусабей. Със заповед № 2191 от 27.06.1942 г. е решено с. Чифлик Мусубей да се преименува в с. Долен извор. Новото име не е приемник на старото. В топологията на двете няма нищо общо. Новото име е дадено на основа главно на наличието на извори, намиращи се по долината и заедно с тези от Г. извор дават началото на малка река с посока юг-север. Понеже селото се намира след Г. извор по течението (в по-ниска точка) е дадено името Долен извор в противовес на Горен извор, което стои по високо. Името Д. извор селото носи до 1959 г. (в продължение на 17 години), след което е слято с Горен извор и Добромирци, като новото обединено село носи името Изворово.

### Добромирци (Негрени)
До 1927 г. тук не е имало село. Това не означава, че на това място не е имало живот. Край селото има останки от тракийско селище. В землището му, както и в тези на другите две села има останки от много тракийски могили, канализация, наименования на местности. Тук между Добромирци и Белоклас е открита ръчичка на човек, изработена от слонова кост, която стиска малка топка. Находката е ценен археологически експонат в Националния музей в София. Добромирци е едно от селищата, изградени от румънските власти на празно място, голям дял за което имат местните от Д. извор жители, заставени да работят ангария (безплатен труд). С каруци и с труд биват пренесени камъни, дърва, цигли и др. строителни материали, за изграждане на новото село. В новото село румънските власти, с цел асимилация на българите, заселват предимно цинцари (куцовласи, а румъни) хора с тъмен цвят на кожата, поради което е наречено Негрени, в превод село от черни хора, Черново. Името било дадено от инженера, който изработил реплазационния план на селото. Това си твърдение обосновал с факта, че тук ще бъдат заселени хора с „черни души“, които не са за търпене. Думите му се потвърдили по късно. Новите съседи постоянно извършвали кражби и насилия над местното население. През 1940 г. тук са настанени преселници от Северна Добруджа. Тук те намират 154 дворни места и възприемат за 2 години (1942 г.) името Негрени. Със заповед № 2191 от 27.06.1942 г. е решено селото да се преименува Добромирци, чиито жители са преселници от с. Долен Добромир останало след 1940 г. в пределите на Румъния, в близост до границата и нашите села. Съществува като самостоятелно село до 1959 г.

## Население
Преброяване на населението през 2011 г.
Численост и дял на етническите групи според преброяването на населението през 2011 г.:
|                     | Численост | Дял (в %) |
| Общо                | 270       | 100,00    |
| Българи             | 252       | 93,33     |
| Турци               | 0         | 0,00      |
| Цигани              | 11        | 4,07      |
| Други               | 0         | 0,00      |
| Не се самоопределят | 4         | 1,48      |
| Неотговорили        | 3         | 1,11      |